# أندي غريغوري
أندي غريغوري (بالإنجليزية: Andy Gregory)‏ هو لاعب دوري الرغبي أسترالي، ولد في 10 أغسطس 1961 في Ince-in-Makerfield ‏ في المملكة المتحدة.